# Бузовое озеро
Бузовое озеро (укр. Бузове озеро) — озеро, расположенное на территории Деснянского района Черниговского горсовета (Черниговская область). Тип общей минерализации — пресное. Происхождение — речное (пойменное). Группа гидрологического режима — сточное.

## География
Длина — 0,4 км. Ширина наименьшая — 0,025 км, наибольшая — 0,03 м.
Озеро расположено в пойме (левый берег) Десны: на юге Деснянского района Черниговского горсовета между Десной и озером Магистратское. Озерная котловина вытянутой с севера на юг формы. В период половодья соединяется протоками с озёрами.
Берега пологие. Берега зарастает прибрежной растительностью (тростник обыкновенный), а водное зеркало — водной (роголистник погружённый, кубышка жёлтая, виды рода рдест). Берега заняты насаждениями лиственных пород деревьев. Края котловины переходят в водно-болотные участки.
Питание: дождевое и грунтовое, частично путём сообщения с Десной. Зимой замерзает.